# Urechis caupo
Urechis caupo är en djurart som tillhör fylumet skedmaskar, och som beskrevs av W. K. Fisher och G. E. MacGinitie 1928. Urechis caupo ingår i släktet Urechis och familjen Urechidae. Inga underarter finns listade i Catalogue of Life.